# Полюньце
Полюньце (пол. Poluńce) — село в Польщі, у гміні Пунськ Сейненського повіту Підляського воєводства.
Населення — 114 осіб (2011).
У 1975-1998 роках село належало до Сувальського воєводства.

## Демографія
Демографічна структура станом на 31 березня 2011 року:
|          | Загалом | Допрацездатний вік | Працездатний вік | Постпрацездатний вік |
| -------- | ------- | ------------------ | ---------------- | -------------------- |
| Чоловіки | 57      | 8                  | 44               | 5                    |
| Жінки    | 57      | 9                  | 30               | 18                   |
| Разом    | 114     | 17                 | 74               | 23                   |